# Eucera lycii
Eucera lycii är en biart som först beskrevs av Cockerell 1897.  Eucera lycii ingår i släktet långhornsbin, och familjen långtungebin. Inga underarter finns listade i Catalogue of Life.